# جولي براون (عداءة مراثونية)
جولي براون (بالإنجليزية: Julie Brown)‏ هي عداءة مراثونية أمريكية، ولدت في 4 فبراير 1955 في بيلينغز في الولايات المتحدة.

## وصلات خارجية
- جولي براون على موقع الاتحاد الدولي لألعاب القوى (الإنجليزية)
- جولي براون على موقع أوليمبيديا (الإنجليزية)